# П'єр Хасснер
П'єр Асснер (фр. Pierre Hassner; * 31 січня 1933, Румунія) — французький політичний філософ, експерт із міжнародних відносин.

## Життєпис
Народився в родині румунських євреїв-католиків.
Дитинство минуло в Бухаресті.
1948 - виїхав із батьками до Франції.
У Парижі вивчав філософію в École normale supérieure (Вища нормальна школа).
Був учнем відомих філософів Раймона Арона та Лео Штрауса.
Директор із досліджень (на пенсії) Центру міжнародних наукових досліджень (CERI) у Франції та Національної фундації політичних наук.
Викладає в Європейському центрі філії Університету Джона Гопкінса (США), в Болоньї (Італія).

## Праці
- «Насильство та мир. Про атомну бомбу та етнічну чистку» (2000)
- «Терор та влада. Насильство та мир ІІ» (2003)
- «Війна та суспільства. Держави та насильство після холодної війни» (спільно з Рональдом Маршалом та ін., 2003)
- «Вашингтон та світ. Дилеми супердержави» (у співавторстві з Жюстіном Вессом, 2003)
- «Виправдати війну? Про гуманність контртероризму» (спільно з Жиллем Андреані та ін., 2005)